# Братская могила советских воинов (Зелёное)

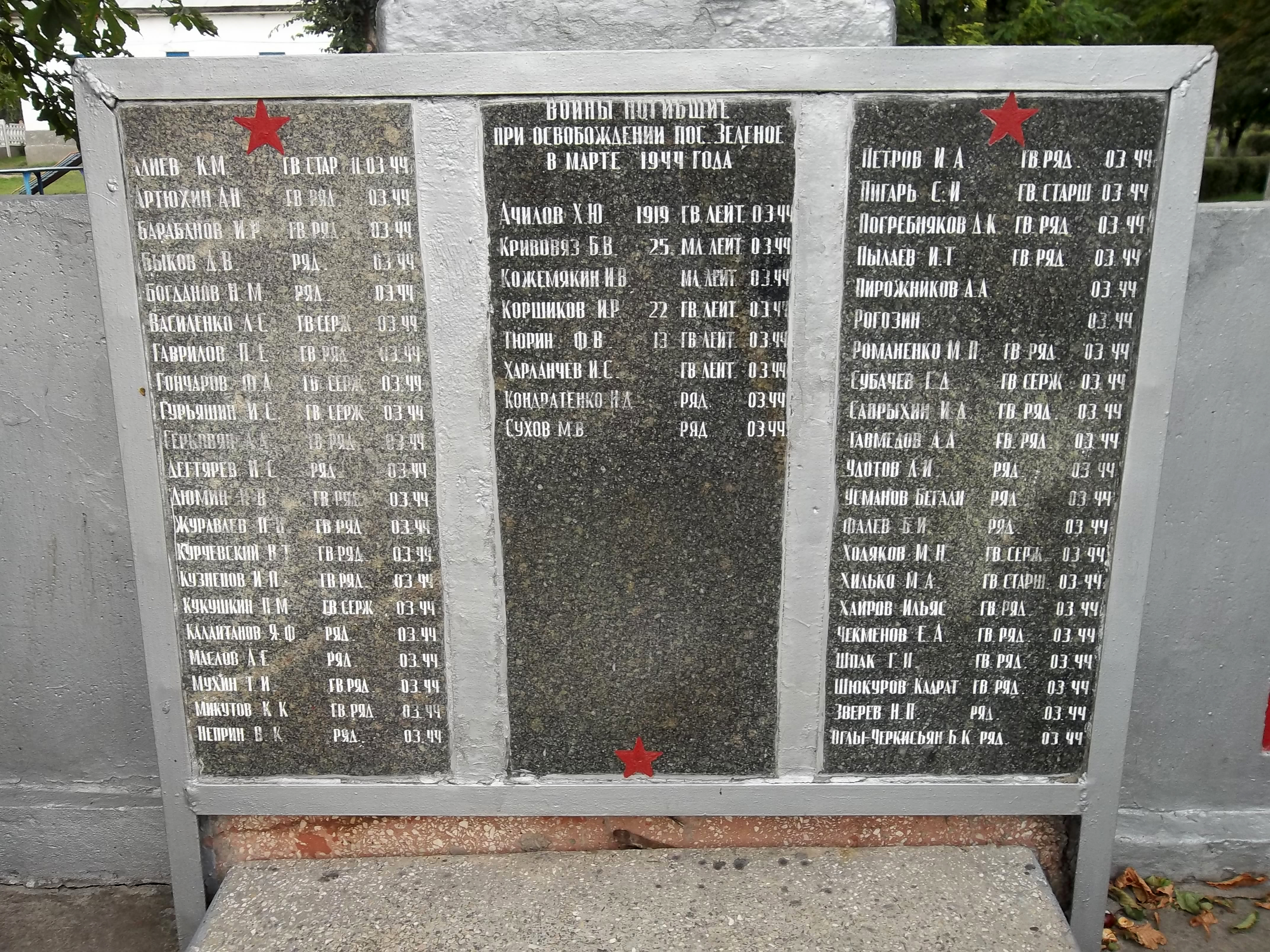

Братская могила советских воинов «Воин с автоматом» — памятник истории Великой Отечественной войны в Ингулецком районе города Кривой Рог Днепропетровской области.

## История
3 марта 1944 года войска 8-й гвардейской армии освободили от немецких оккупантов посёлок Зелёное. Погибшие советские воины были похоронены в братской могиле.
В 1955 году из других захоронений в братскую могилу были перезахоронены воины, погибшие при освобождении посёлка Зелёное.
В 1965 году на месте захоронения был установлен памятник и мемориальные плиты производства Одесской художественной мастерской.
12 января 1978 года, решением № 25 Днепропетровского облисполкома, памятник был взят на государственный учёт с охранным номером 1926.

## Характеристика
Находится по Абрикосовой улице 2, в посёлке Зелёное Ингулецкого района города Кривой Рог.
Железобетонная скульптура молодого воина, одетого в шинель, плащ-палатку и сапоги, держащего в правой руке букет цветов, в левой — автомат. Высота фигуры 1,8 м. Постамент из кирпича размерами 1,4×1,4 м и высотой 1,3 м. Общая высота — 3,75 м. На передней части постамента находятся три плиты из серого полированного гранита размерами 1,5×1×0,05м. На плитах отчеканены фамилии, инициалы, звания и даты гибели советских воинов. На средней плите размещена надпись на русском языке: «Воины погибшие при освобождении пос. Зеленое в марте 1944 года».
Шесть мемориальных плит из «крошки» размерами 1,45×0,85 м, лежат по три с обеих сторон на расстоянии 0,3 м друг от друга.
Вечный огонь в виде объёмной металлической звезды размерами 0,5×0,5 м.
Две железобетонные плиты размерами 2,9×1,1×0,15 м располагаются по обе стороны от постамента на кирпичных основаниях. На окрашенных серым плитах нанесены даты: «1941» и «1945».
По данным Ингулецкого райвоенкомата на 1992 год в братской могиле похоронено 85 воинов из которых установлены фамилии 42 погибших.